# Birmingham Bowl 2021
Match précédent Match suivant
Le Birmingham Bowl 2021 est un match de football américain de niveau universitaire joué après la saison régulière de 2021, le 28 décembre 2021 au Protective Stadium situé à Birmingham dans l'État d'Alabama aux États-Unis. 
Il s'agit de la 15e édition du Birmingham Bowl.
Le match met en présence l'équipe des Cougars de Houston issue de la American Athletic Conference et l'équipe des Tigers d'Auburn issue de la Southeastern Conference.
Il débute à midi locales (18 heures en France) et est retransmis à la télévision par ESPN.
Sponsorisé par la société TicketSmarter (vente de tickets en ligne), le match est officiellement dénommé le 2021 TicketSmarter Birmingham Bowl. 
Houston remporte le match sur le score de 17 à 14.

## Présentation du match
| Équipes                                                                                                   | Conférences | Entraîneurs                     | Stats. saison rég. | Classements avant le bowl | Classements avant le bowl | Classements avant le bowl |
| --- | ----------- | ------------------------------- | ------------------ | ------------------------- | ------------------------- | ------------------------- |
| Équipes                                                                                                   | Conférences | Entraîneurs                     | Stats. saison rég. | CFP                       | AP                        | Coaches                   |
| Cougars de Houston                                                                                        | AAC         | Dana Holgorsen (en) (3e saison) | 11-2               | no 20                     | no 21                     | no 21                     |
| Tigers d'Auburn                                                                                           | SEC         | Bryan Harsin (en) (2e saison)   | 6-6                | NC                        | NC                        | NC                        |
| - Arbitre : Mike Mothershed (Pac-12) ; - Équipe donnée favorite par les bookmakers : Auburn par 3 points. |             |                                 |                    |                           |                           |                           |

Il s'agit de la 6e première rencontre entre les deux équipes :
| Saison | Date              | Vainqueur | Score   | Perdant | Compétition                            |
| ------ | ----------------- | --------- | ------- | ------- | -------------------------------------- |
| 1973   | 27 octobre 1973   | Auburn    | 07 - 0  | Houston | Saison régulière, match joué à Auburn  |
| 1969   | 31 décembre 1969  | Houston   | 36 - 07 | Auburn  | Bluebonnet Bowl joué à Houston         |
| 1964   | 19 septembre 1964 | Auburn    | 30 - 0  | Houston | Saison régulière, match joué à Auburn  |
| 1963   | 21 septembre 1963 | Auburn    | 31 - 14 | Houston | Saison régulière, match joué à Houston |
| 1969   | 31 décembre 1969  | Auburn    | 48 - 07 | Houston | Saison régulière, match joué à Houston |
| 1973   | 27 octobre 1973   | Auburn    | 12 - 0  | Houston | Saison régulière, match joué à Auburn  |

### Cougars de Houston
Avec un bilan global en saison régulière de 11 victoires et 2 défaites (8-0 en matchs de conférence), Houston est éligible et accepte l'invitation pour participer au Birmingham Bowl de 2021.
Ils terminent 2e de l'American Athletic Conference derrière #4 Cincinnati.
À l'issue de la saison 2021 (bowl non compris), ils sont désignés #20 au classement CFP et #21 aux classements AP et Coaches.
Il s'agit de leur première apparition au Birmingham Bowl.
| Logo     | Postes          | Joueurs                                          | Statistiques                                                      |
| -------- | --------------- | ------------------------------------------------ | ----------------------------------------------------------------- |
|          | Quarterback     | Clayton Tune                                     | 261/381 passes réussies pour 3 263 yards, 28 TDs, 9 interceptions |
| Coureur  | Alyon McCaskill | 175 courses pour 883 yards nets gagnés et 16 TDs |                                                                   |
| Receveur | Nathaniel Dell  | 80 réceptions pour 1 179 yards et 12 TDs         |                                                                   |

### Tigers d'Auburn
Avec un bilan global en saison régulière de 6 victoires et 6 défaites (3-5 en matchs de conférence), Auburn est éligible et accepte l'invitation pour participer au Birmingham Bowl de 2021.
Ils terminent 6e/7 de la Division Ouest de la Southeastern Conference derrière #1 Alabama, #8 Ole Miss, #21 Arkansas, Mississippi State et #25 Texas A&M.
À l'issue de la saison 2021 (bowl non compris), ils n'apparaissent pas dans les classements CFP, AP et Coaches.
Il s'agit de leur 2e participation au Birmingham Bowl :
| Saisons | Dates            | Vainqueurs | Scores  | Finalistes | Bilan |
| ------- | ---------------- | ---------- | ------- | ---------- | ----- |
| 2015    | 30 décembre 2015 | Auburn     | 31 - 10 | Memphis    | 1 - 0 |

| Logo     | Postes      | Joueurs                                            | Statistiques                                                      |
| -------- | ----------- | -------------------------------------------------- | ----------------------------------------------------------------- |
|          | Quarterback | Bo Nix                                             | 197/323 passes réussies pour 2 294 yards, 11 TDs, 3 interceptions |
| Coureur  | Tank Bigsby | 207 courses pour 1 003 yards nets gagnés et 10 TDs |                                                                   |
| Receveur | Kobe Hudson | 40 réceptions pour 523 yards et 3 TDs              |                                                                   |